# Urve Palo
Urve Palo (née le 10 juillet 1972 à Haapsalu) est une femme politique estonienne, membre du Parti social-démocrate (Estonie).

## Biographie
D'avril 2007 à mai 2009, elle est ministre de la Population et des Affaires ethniques. Ses principales tâches étaient surtout l’intégration de la minorité russophone en Estonie et la stabilité du développement démographique de la société estonienne. En mars 2014, elle est ministre des Affaires économiques et des Infrastructures du dans la coalition socialiste-libérale du gouvernement Rõivas I. En avril 2015 elle est nommée ministre des Entreprises, poste qu'elle quitte en septembre 2015 dans le cadre d’un remaniement gouvernemental. Elle redevient ministre des Entreprises le 23 novembre 2016 au sein du gouvernement Ratas I.
En 2010, elle a participé en tant que personne célèbre à la quatrième saison de Tantsud tähtedega, version estonienne de Dancing with the Stars. Son partenaire comme danseur professionnel était Aleksandr Makarov.